# Nimini Tchagnirou
Ouro-Nimini Tchagnirou, né le 31 décembre 1977, est un footballeur togolais. Il joue au poste de gardien de but avec l'équipe du Togo et le Stade malien.

## Carrière

### En club
- 2001-2003 : AC Semassi -  Togo
- 2003-2004 : CO Bamako -  Mali
- 2005 : Stade malien -  Mali
- 2006 : Djoliba AC -  Mali
- 2007- : Stade malien -  Mali

### En équipe nationale
Il a disputé la coupe d'Afrique des nations en 2002 et 2006.
Tchagnirou participe à la coupe du monde 2006 avec l'équipe du Togo. 